# Lophostoma dinizii
Lophostoma dinizii är en tibastväxtart som beskrevs av Huber och Adolpho Ducke. Lophostoma dinizii ingår i släktet Lophostoma och familjen tibastväxter. Inga underarter finns listade i Catalogue of Life.